# Ребелси Ујбуда
Ребелси Ујбуда су бивши клуб америчког фудбала из Ујбуде (Будимпешта) у Мађарској. Основани су 2008. године и своје утакмице играли су на стадиону у Ујбуди. Фузијом са екипом Каубојси Будимпешта 2014. године Ребелси су престали да постоје и формиран је нови тим под именом Каубелси Будимпешта.